# Panimerus bosnicus
Panimerus bosnicus är en tvåvingeart som beskrevs av Salih 1978. Panimerus bosnicus ingår i släktet Panimerus och familjen fjärilsmyggor. Inga underarter finns listade i Catalogue of Life.